# Elizabeth Swados
Elizabeth Swados, nota anche come Liz Swados (Buffalo, 5 febbraio 1951 – New York, 5 gennaio 2016), è stata una musicista, compositrice, regista teatrale, coreografa e scrittrice statunitense.

## Biografia
Liz Swados nasce a Buffalo da Robert Orville Swados (27 febbraio 1919 - 23 novembre 2012), avvocato di successo ebreo, e Sylvia Maisel, attrice e poetessa; ha un fratello più grande di 8 anni, Lincoln Swados.
Cresce a stretto contatto con la sofferenza, in una famiglia problematica: il fratello, anche lui musicista e artista, manifesta fin dall'adolescenza un serio disagio, diagnosticato poi come schizofrenia. Alla malattia del figlio, malvista nella piccola comunità di Buffalo degli anni cinquanta, la madre reagisce rifugiandosi nell'alcol e dopo alcuni anni di isolamento, vittima della depressione, muore suicida nel 1974.

Lincoln, invalido a causa di un tentato suicidio, dopo una vita passata prevalentemente in strada a New York, nel 1989 viene trovato morto a 46 anni.
Liz studia musica e scrittura creativa al Bennington College nel Vermont, si laurea nel 1973. Diventa una compositrice, scrittrice e regista politicamente impegnata. Attraverso il proprio lavoro desidera migliorare la condizione dei poveri e degli emarginati, mette in scena storie di solitudine, di diritti negati, di razzismo e di malattia mentale, protagonisti gli ultimi e i diseredati.
Dotata di inesauribile spirito creativo, compone, scrive e dirige spettacoli per oltre 35 anni. È un talento eclettico, in grado di proporre diversi generi musicali: dal melodico, al folk, alla musica d'avanguardia, alla world music e alla musica religiosa; è in grado di affrontare argomenti divertenti, con ironia e leggerezza, ma anche questioni cupe e dolorose. Il suo teatro sperimentale, i suoi musical sono rappresentati a Broadway, off-Broadway, presso il Cafè La MaMa, al Brooklyn Academy of Music, al Carnegie Hall e in altre sedi in tutto il mondo, e aprono la strada all'innovazione musicale nel teatro contemporaneo. Scrive inoltre un libro di poesie, tre romanzi, libri di saggistica, uno di memorie e nove libri per bambini.
Anche lei combatte tutta la vita con la depressione; un resoconto di questa battaglia è riportato nel libro My depression: a Picture Book. Nel 2014 ne verrà tratto un film d'animazione con le voci di Sigourney Weaver, Steve Buscemi, Dan Fogler e Fred Armise.
Muore in seguito alle complicazioni di un intervento chirurgico per cancro esofageo. La sua ultima fatica, il libro Walking the Dog, viene pubblicato postumo. Nel giugno 2016 Meryl Streep le rende omaggio con una lettura speciale di quest'ultimo testo presso il Barnes & Noble Union Square a New York.
Era sposata con Rosalind (Roz) Lichter, sua compagna di vita dal 1989.

### Gli inizi
(Liz Swados)
Nel 1972, prima ancora di laurearsi, compone per Andrei Sęrban le musiche di Medea, libero adattamento da Euripide e Seneca, in greco antico e latino, prodotto dal Cafè La MaMa, il teatro d'avanguardia di Manhattan. Questo lavoro le fa guadagnare il suo primo Obie Award a soli 21 anni e la porta per la prima volta in Italia al Festival dei Due Mondi di Spoleto.
È l'inizio della quarantennale collaborazione con Ellen Stewart e La MaMa Experimental Theatre Club, che la porterà in giro per il mondo e più volte ancora in Italia. Gli spettacoli più rilevanti legati al Cafè la MaMa sono: L'anima buona di Sezuan, Trilogy Medea, Electra & Trojan Women, Fragments of a trilogy, As you like it, Jerusalem, Mythos Oedipus, The violence project, Perseus, Open Door, Cabaret Central: Political Snort, Great Jones Variations, ecc.
Nel dicembre del 1972 parte per l'Africa al seguito della compagnia di Peter Brook. Il gruppo, composto anche da altri giovani statunitensi provenienti dalle scene dell'Off-Off-Broadway e dal Cafè La Mama, viaggia alla ricerca di nuove sonorità e del grado zero del teatro. Per la prima volta, partendo dalla suggestione del poema Il Verbo degli uccelli, Liz studia il canto degli uccelli e sperimenta il lavoro con i bambini nei villaggi. Inoltre insegna ai compagni di viaggio a improvvisare e comporre al momento, e li guida alla ricerca di suoni puri. Come Olivier Messiaen resta estasiata dal canto degli uccelli che inserirà spesso nelle proprie composizioni.
Nel 1977 realizza Nightclub Cantata, musical da lei diretto e interpretato, omaggio agli ebrei di Auschwitz. Intreccia letteratura, musica e poesia, con testi propri e di poeti come Sylvia Plath, Pablo Neruda e altri. Debutta presso il The Village Gate, famoso luogo di ritrovo del jazz, e ottiene un Outer Critics Circle Award. Lo spettacolo verrà riproposto a New York nel luglio 2016, dopo 40 anni, in suo ricordo.
Il suo primo successo a Broadway è il musical Runaways, da lei composto, scritto e diretto nel 1978. In questo spettacolo Liz affronta il tema dell'infanzia negata, vuole stimolare l'attenzione sulla vita dei bambini che scappano di casa e vivono per strada, storie quindi di alienazione, di privazione dei diritti civili e di perdita. Per mettere insieme un cast multiculturale di 18 bambini e adolescenti, lei stessa gira per New York alla ricerca di quelli realmente scappati da casa; li coinvolge in workshop per 5 mesi e insegna loro a guardare le infinite possibilità di riscatto in ogni impresa creativa. Prodotto da Joseph Papp, nello stesso anno viene replicato circa 280 volte, prima al The Public Theater poi al Plymouth Theatre di Broadway. Liz dietro le quinte contribuisce all'accompagnamento suonando la chitarra a 12 corde.
Runaways riceve ben 5 nomination ai Tony Award del 1978: migliore musical, migliore regia di un musical, migliore sceneggiatura di musical, migliore colonna sonora originale e migliore coreografia (di Liz anche le coreografie). Risultati clamorosi per una ventenne, senza precedenti nella storia dei Tony Award. Ottiene ancora una nomination al Drama Desk Awards per la migliore regia di un musical, e vince l'Obie Award per la regia. Una versione aggiornata dello spettacolo verrà presentata nel marzo 2007 al Public Theater e ancora nel giugno 2016 in sua memoria.
Nel 1979 in Dispatches, a Rock & Roll War affronta in musica il dramma della guerra in Vietnam, basandosi sul libro best seller di Michael Herr.

### Gli anni ottanta
Nel 1980 compone e scrive Alice at the Palace in scena al New York Shakespeare Festival fondato da Joseph Papp. Si tratta di un fantasioso adattamento musicale di Alice nel paese delle meraviglie eseguito su un palcoscenico vuoto. Nel 1982 viene adattato per la NBC e trasmesso con il titolo Alice at the palace. Protagonista di entrambe le produzioni una giovane Meryl Streep.
Nel 1983 compone la musica e cura le orchestrazioni per una commedia musicale tratta dalle strisce del fumetto Doonesbury, di Garry Trudeau. Ancora insieme nel 1986 scrivono e mettono in scena Rap Master Ronnie, una satira dell'amministrazione Reagan, grande successo off-Broadway. Una versione filmata con Jim Morris, Carol Kane e gli Smothers Brothers (i fratelli Thomas ("Tom") e Richard ("Dick") Smothers),  viene trasmessa su Cinemax nel 1988.
Nel 1987 con Fragments of a Greek Trilogy, ideato di nuovo con Andrei Sęrban e ancora prodotto da La MaMa, vince il terzo Obie Award e torna di nuovo in Italia al Festival dei Due Mondi.
Scrive una serie di oratori e altre opere su temi ebraici (circa 20 in tutta la sua carriera). 

Compone musiche per film: Gli amici di Georgia nel 1981, Seize the Day nel 1986, Saying Kaddish nel 1991, The Adventures of Sebastian Cole nel 1998 e diversi film per la televisione.

### Lavori più recenti
Altri suoi spettacoli e video di forte impatto sociale ed emotivo sono:
- 2007, Kaspar Hauser: foundling’s opera, musical la cui tematica è quella dell'infanzia abusata e abbandonata.
- 2010, Resilient Souls, sullo stupro e omicidio, avvenuto nello stato di El Salvador nel dicembre 1980, di quattro suore statunitensi ad opera dalle squadre della morte.
- 2011, Triangle Shirtwaist fire, scritto nella ricorrenza del centenario dell'Incendio della fabbrica Triangle, avvenuto a pochi isolati dall'abitazione di Liz.
- 2014,  My Depression: The Up and Down of It, documentario realizzato con lo scopo di parlare della depressione in quanto malattia, di quanto sia diffusa e complicato curarla. È stato presentato al Tribeca Film Festival[20] e trasmesso su HBO.
- 2015, The Golem: A Horror Opera, ispirato alla leggenda ebraica dell'uomo di argilla

### La docente
Dal 2005 insegna a tempo pieno alla New York University; viene chiamata dopo un'ondata di suicidi degli studenti durante l'anno scolastico 2003-04. Il lavoro con gli allievi culmina in uno spettacolo teatrale The Reality Show: New York University, un misto di rock and roll, danza e umorismo tagliente, eseguito ogni estate al Madison Square Garden dagli studenti appena iscritti. Il musical, che coinvolge prevalentemente le matricole con finalità preventive, ogni anno viene rinnovato, ma i temi affrontati restano più o meno gli stessi: droga, stupro, alcol e anoressia, depressione e suicidio, e recentemente, bullismo e cyberbullismo.
Insegna inoltre alla The New School, alla Eugene Lang College of Liberal Arts e lavora con i giovani svantaggiati ospiti dell'Hospital Audiences. Inc. (HAI).

### A Spoleto

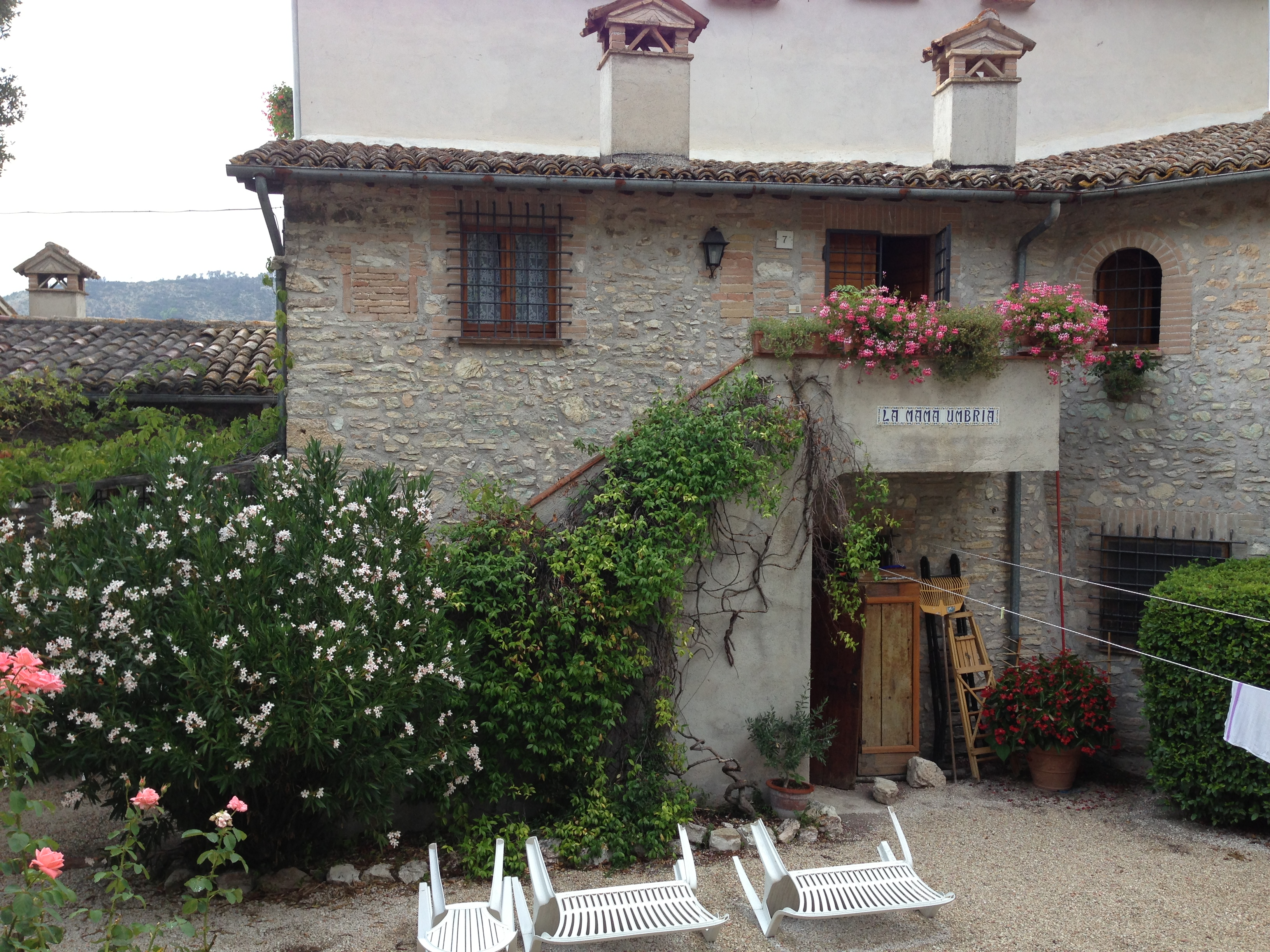
La MaMa Umbria, Santa Maria Reggiana, ingresso

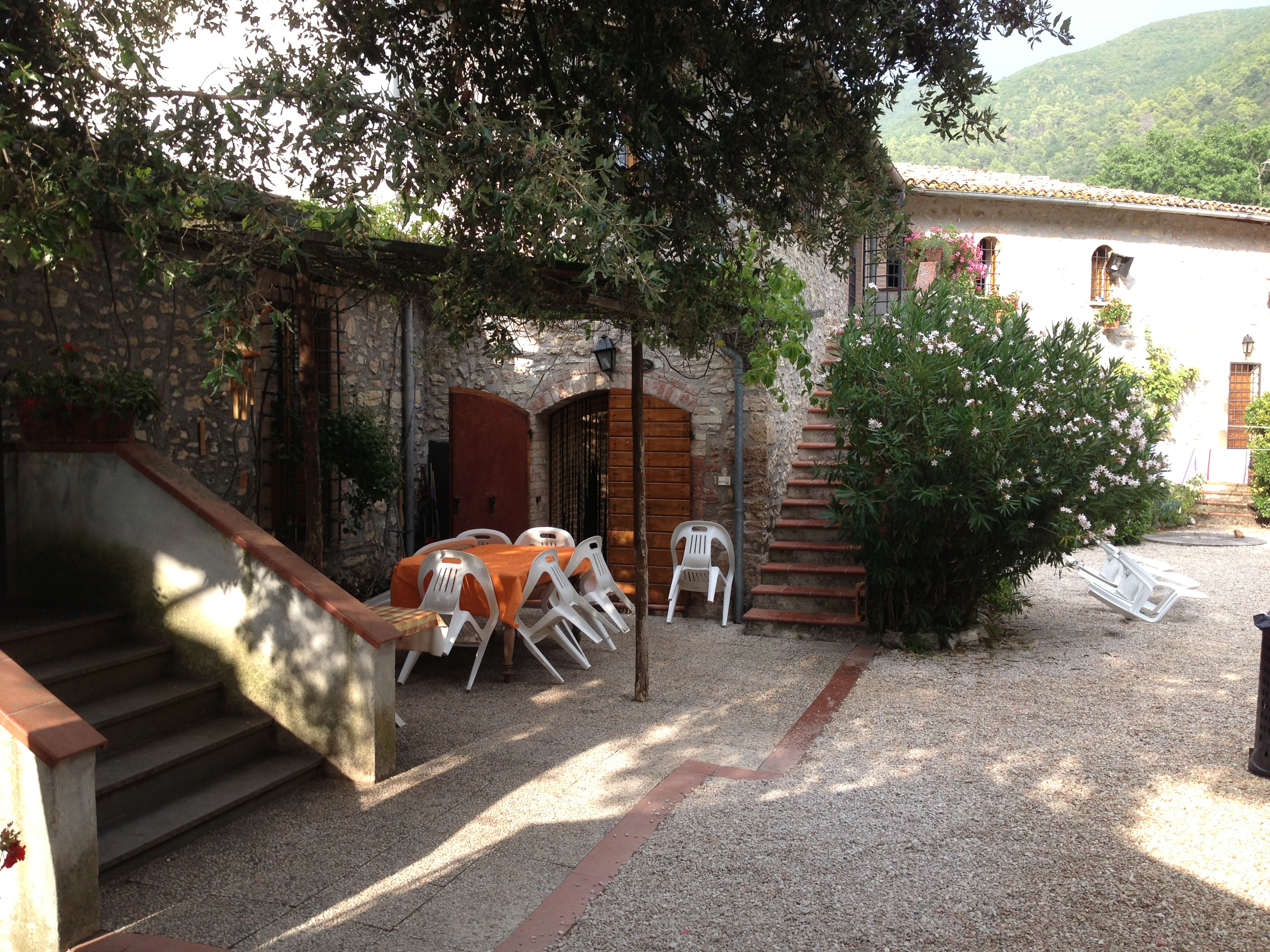
La MaMa Umbria, Santa Maria Reggiana, cortile

In Italia Liz stringe un rapporto particolare con la città di Spoleto, grazie a Ellen Stewart e a La MaMa Experimental Theatre che agli inizi degli anni settanta, su invito di Giancarlo Menotti, portano al Festival dei Due Mondi lo storico spettacolo Medea al Teatrino delle sei. Ritorneranno al festival nel 1987 a Villa Redenta con Frammenti di una Trilogia Greca, ancora in collaborazione con Sęrban.
Il legame con la città si rafforza nel 1990 quando, sulla collina di Santa Maria Reggiana nelle campagne spoletine, Ellen Stewart fonda La MaMa Umbria International, un'associazione no-profit in rapporto di complementarità con la sede newyorkese; qui Liz ogni estate tiene corsi e laboratori per attori e registi. Questa frequentazione le dà la possibilità di allestire e presentare altri spettacoli in città, come La MaMa Cantata, opera da lei scritta e composta per raccontare i 50 anni del teatro La MaMa E.T.C. di New York e per onorare la memoria di Ellen Stewart. Lo spettacolo viene presentato nella chiesa di San Salvatore nel 2012 e va in tournée fino in Giappone.
Due anni dopo, in collaborazione con l'Associazione Bisse e con i testi di Filippo Consales, nasce Weather - un oratorio drammatico, che debutta al 56° del Festival dei Due Mondi; si tratta di un viaggio onirico tra mito e realtà, sui rapporti spesso conflittuali fra l'uomo e la natura. Interpretato da circa 60 giovani tra musicisti e cantanti, va in scena al Teatro romano di Spoleto.
Ancora un altro spettacolo ideato in ricordo di Ellen Stewart è La Regina di Cuori; va in scena al Chiostro di San Nicolò il 13 gennaio 2015, ricorrenza della morte dell'amica e mentore, con la quale aveva sempre condiviso la fede nel potere dell'arte di trasformare la vita. Si unisce a Liz una folta comunità di attori, danzatori e musicisti che danno vita ad una gioiosa celebrazione con la regia di Andrea Paciotto.
Dopo la sua morte, in luglio 2016 il 59º Festival dei Due Mondi le rende omaggio ospitando The girl with the incredible feeling. Concerto Spettacolo per Elizabeth Swados all'Auditorium della Stella, prodotto da Roz Lichter. Lo spettacolo si ispira alla sua vita e alla sua carriera artistica; è un insieme di frammenti tratti dalle sue opere principali che intrecciano momenti di vita personale e pubblica, e mettono a fuoco l’evoluzione del teatro musicale americano dagli anni settanta ad oggi. Il titolo è tratto da un suo libro per bambini, musicato e animato nel 1976. Anche questa performance si avvale della collaborazione dell'Associazione Bisse e della regia di Andrea Paciotto.

## Teatrografia parziale
- Medea, 1972
- Elektra, 1974
- Trojan Women, 1974
- Jumpin's Salty, 1975
- Nightclub Cantata, 1977
- Dispatches, a Rock & Roll War, 1979
- Alice in Concert, 1980
- The Haggadah, a Passover Cantata, 1980
- Enter Life, 1982
- Lullabye and Goodnight, 1982
- Jerusalem, oratorio con poesie di Yehuda Amichai, 1984
- Esther: A Vaudeville Megillah, 1988
- The Red Sneaks, 1989
- Jonah, 1990
- Groundhog, 1992 (opzionato da Miloš Forman per un film)
- Conscience and Courage Cantata, 1994
- Jabu, 2005
- The Beauty Inside, 2005
- Missionaries in Concert, 2005
- Mental Missiles, 2006
- Spider Opera, 2006
- Kaspar Hauser, 2007
- The Great Divorce, 2007
- Resilient Souls, 2010
- La MaMa Cantata, 2012
- Occupy Olympus, 2013
- *mark, 2014
- Weather - un oratorio drammatico, 2014
- The Nomad, 2015
- The Golem, 2015

## Premi e riconoscimenti
(Elenco parziale)
- 1977, Outer Critics Circle Award
- 1978, Guggenheim Fellowship[22]
- 1978, Tony Awards, 5 nomination per Runaways
- 1978, Drama Desk Awards per Runaways
- 1972, 1979, 1987,  Obie Award
- 1980, Laurea ad honorem in Lettere al Hobart and William Smith colleges[23]
- 1993, Covenant Foundation Grant[24]
- 2012, Gaudium Award[25]
- Ken Book Award per il testo My Depression
- Ford Fellowship
- Lila Wallace Reader's Digest Writers Award
- Special International PEN Citation

### Pubblicazioni
(elenco parziale)
- (EN) Elizabeth Swados, Doonesbury: A New Musical (Edizione illustrata), S. French, 1986, ISBN 0-573-68108-2.
- (EN) Elizabeth Swados, Alice in Concert. (French's musical library), S. French, 1987, ISBN 0-573-68119-8.
- (EN) Elizabeth Swados, Listening Out Loud: Becoming a Composer Harper & Row series on the professions, Perennial Library, 1989, ISBN 0-06-091614-1.
- (EN) Elizabeth Swados, The Four of Us. The Story of a Family, New York, Farrar, Straus and Giroux, 1991.
- (EN) Elizabeth Swados, The myth man, Viking, 1994, ISBN 0-670-84202-8.
- (EN) Elizabeth Swados, Dreamtective: The Dreamy and Daring Adventures of Cobra Kite Kid Genesis (Edizione illustrata), Kid Genesis, 1998, ISBN 1-885478-45-3.
- (EN) Elizabeth Swados e Joe Cepeda, Hey You! C'mere!: A Poetry Slam, New York, Arthur A. Levine Books, 2002.
- (EN) Elizabeth Swados e Anne Wilson, The Animal Rescue Store, New York, Arthur A. Levine Books, 2005.
- (EN) Elizabeth Swados, My Depression: A Picture Book, su books.google.it, New York, Hyperion, 2005. URL consultato il 15 maggio 2016.
- (EN) Elizabeth Swados, At Play: Teaching Teenagers Theater, su books.google.it, 2006. URL consultato il 15 maggio 2016.
- (EN) Elizabeth Swados, The Contest, Hanging Loose Press, 2013, ISBN 1-934909-34-3.
- (EN) Elizabeth Swados, Walking the Dog, New York, Feminist Press, 2016, ISBN 978-1-55861-921-0.